# Rihanna xxxporno
WE ni nani